# Енш
Енш (фр. Hinche фр. вимова: [ɛ̃ʃ]; гаїт. креол. Ench; ісп. Hincha) — місто на сході центральної частини Гаїті, адміністративний центр Центрального департаменту.

## Географія
Місто розташовано на півночі департаменту, приблизно за 128 км на північний схід від столиці країни, міста Порт-о-Пренс та за 52 км від кордону з Домініканською Республікою. Абсолютна висота — 228 метрів над рівнем моря.

### Клімат
Місто знаходиться у зоні, котра характеризується кліматом тропічних саван. Найтепліший місяць — серпень із середньою температурою 25.1 °C (77.2 °F). Найхолодніший місяць — січень, із середньою температурою 21.6 °С (70.9 °F).
| Клімат Енша             | Клімат Енша | Клімат Енша | Клімат Енша | Клімат Енша | Клімат Енша | Клімат Енша | Клімат Енша | Клімат Енша | Клімат Енша | Клімат Енша | Клімат Енша | Клімат Енша | Клімат Енша |
| Показник                | Січ.        | Лют.        | Бер.        | Квіт.       | Трав.       | Черв.       | Лип.        | Серп.       | Вер.        | Жовт.       | Лист.       | Груд.       | Рік         |
| Середня температура, °C | 21,6        | 22          | 22,7        | 23,3        | 24          | 24,8        | 25          | 25,1        | 24,9        | 24,4        | 23,3        | 22,2        | 23,6        |
| Норма опадів, мм        | 28.1        | 37.1        | 57.1        | 144.6       | 291.3       | 221.2       | 155.2       | 187.6       | 228.6       | 199.6       | 81.5        | 38.9        | 1670.8      |
| Днів з опадами          | 11          | 8,8         | 9,1         | 9,3         | 12,2        | 12          | 14,3        | 14,3        | 15,1        | 16,4        | 12,6        | 11,7        | 146,8       |
| Вологість повітря, %    | 73.3        | 72          | 71.2        | 72.7        | 76.6        | 74.8        | 71.4        | 73          | 75.8        | 77.5        | 76.8        | 74.3        | 74.1        |
| ----------------------- | ----------- | ----------- | ----------- | ----------- | ----------- | ----------- | ----------- | ----------- | ----------- | ----------- | ----------- | ----------- | ----------- |
| Джерело: Weatherbase    |             |             |             |             |             |             |             |             |             |             |             |             |             |

## Історія
Енш практично не постраждав від землетрусу 12 січня 2010 року, у зв’язку з чим привабив велику кількість біженців.

## Населення
За даними 2013 року чисельність населення становить 32 997 осіб.
Динаміка чисельності населення міста за роками:
| 1982   | 2000   | 2003   | 2013   |
| ------ | ------ | ------ | ------ |
| 10 070 | 16 500 | 23 599 | 32 997 |

## Відомі уродженці
- Шарлемань Перальт — гаїтянський військовий діяч.
- Педро Сантана — державний діяч Домініканської Республіки
- Орест Самор – 22-й президент Гаїті